# La grande Eulalia
La grande Eulalia è una raccolta di quattro racconti di carattere magico-fiabesco scritti da Paola Capriolo e pubblicata da Feltrinelli nel 1988. 
Il libro ha vinto il Premio Berto per l'Opera Prima ed è stato tradotto in francese, tedesco, spagnolo, svedese e giapponese.
Il dittico di racconti posto a chiusura del volume ha ispirato il film L'ombra del gigante (2000) con protagonista Margherita Buy.

## Trama
Le prime due storie riguardano, rispettivamente, una compagnia itinerante di attori con una nuova prima-donna, e un maestro scultore e il suo apprendista ribelle; le ultime due storie invece risultano legate, e sono incentrate sulla vita in una prigione isolata. Il primo racconto, La grande Eulalia, è imperniato sul mestiere dell'attore, e segue la carriera della giovane Eulalia che entra nel teatro itinerante, diventa famosa come cantante e s'innamora del riflesso di un bell'uomo che intravede nel suo specchio. Il secondo, La donna di pietra, tratta del giovane apprendista che si trova ammaliato da una donna in carne e ossa che egli cerca di riprodurre in pietra. Gli ultimi due racconti, Il gigante (in forma di diario) e Lettere a Luisa, sono connessi tematicamente dal duetto di piano e violino tra due suonatori che non s'incontrano mai: Adele, moglie del comandante della prigione, e il prigioniero innominato. Tutti e quattro i racconti coinvolgono protagonisti affascinati dalle loro ricerche artistiche alle quali dedicano tutte le proprie energie, soffrendo però la disillusione, la sconfitta e/o la morte.